# Honda X4
Die Honda X4 ist ein Motorrad des japanischen Fahrzeugherstellers Honda. Das Naked Bike wurde als Konkurrent der Yamaha Vmax entwickelt und ausschließlich auf dem japanischen Markt vertrieben. Honda Deutschland entschied sich nach einer Marktanalyse dazu, die X4 nicht nach Deutschland einzuführen, so dass erst der Grauimporteur ZTK-Könemann im Jahr 1997 die erste Honda X4 nach Deutschland holte. 
Technisch ähnelt die X4 der auch in Deutschland erhältlichen CB1300. Der Modellcode lautet SC38.

## Die Modelle
- Modell 1997

CB1300 DCV, SC38
- Modell 1998

CB1300 DCW, SC38
- Modell 1999

das X4-Emblem auf dem Tank wurde von einem Aufkleber auf einem verchromten Kunststoffemblem ersetzt.
- Modell 2000

CB1300 DCY , SC38
neue Typenbezeichnung Honda X4 LD
Facelift mit:
- längeren Risern
- gasunterstützten Showa-Federbeinen
- Sekundärluftsystem
- geänderten Bremsscheibeninnentellern
- unlackiertem Zylinderblock und Kühler

- Modell 2003

Letztes und limitiertes Sondermodell Black Edition